# 橘和夫
橘 和夫（たちばな かずお、1949年 - 2016年12月22日）は日本の化学者。東京大学大学院理学系研究科化学専攻教授。専門は天然物有機化学。

## 経歴
- 1972年 東京大学理学部化学科卒業
- 1974年 同大学院理学系研究科化学専攻修士課程修了
- 1976年 同博士課程中退
- 1980年 米国ハワイ大学化学科博士課程修了、Ph.D. 取得
- 1980年 サントリー生物有機科学研究所（中西香爾所長）研究員
- 1989年 海洋バイオテクノロジー研究所 主任研究員
- 1990年 東京大学理学部教授（化学教室天然物有機化学講座担任）
- 1993年 東京大学大学院理学系研究科化学専攻教授
- 2015年 定年退職
- 2016年 逝去、従四位[1]

## 研究
細胞間の情報伝達における生体分子の役割の解明などをメインテーマとしていた。なお、サントリー生物有機科学研究所での研究としてウシノシタ魚類のサメ忌避物質の構造決定が知られている。